# Apanteles melissus
Apanteles melissus är en stekelart som beskrevs av De Saeger 1944. Apanteles melissus ingår i släktet Apanteles och familjen bracksteklar. Inga underarter finns listade i Catalogue of Life.